# NGC 4209
NGC 4209 is een ster in het sterrenbeeld Hoofdhaar. Het hemelobject werd op 11 april 1785 ontdekt door de Duits-Britse astronoom William Herschel.